# 8640 Ritaschulz
8640 Ritaschulz è un asteroide della fascia principale. Scoperto nel 1986, presenta un'orbita caratterizzata da un semiasse maggiore pari a 2,7471504 au e da un'eccentricità di 0,1398230, inclinata di 5,51936° rispetto all'eclittica.
L'asteroide è dedicato all'astrofisica tedesca Rita Schulz.